# Bryce Dejean-Jones
Bryce Dejean-Jones (Los Angeles, 21 augustus 1992 – Dallas (Texas), 28 mei 2016) was een Amerikaans basketbalspeler.

## Biografie
Dejean-Jones werd in de NBA Draft verkozen door de New Orleans Pelicans in 2015. In januari 2016 tekende hij een tiendagencontract, dat op 1 februari verlengd werd. Op 4 februari behaalde hij zijn carrièrerecord door 17 punten te scoren tegen de Los Angeles Lakers. Eind februari tekende hij een contract voor drie jaar. 
Op 28 mei 2016 werd Dejean-Jones doodgeschoten. Hij wilde zijn ex-vriendin bezoeken die een verdieping hoger woonde, maar kwam bij het verkeerde appartement aan. De bewoner van het appartement schoot Dejean-Jones neer. Hij overleed in het ziekenhuis van Dallas. 